# Candidature (diplôme)

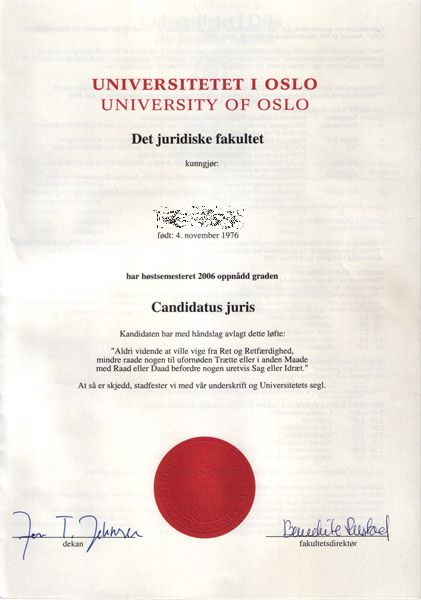
Candidature à l'université d'Oslo en Norvège

Pour les articles homonymes, voir Candidature.

## En Belgique
En Belgique, le diplôme de candidature (en néerlandais kandidaats) était un diplôme universitaire sanctionnant la réussite d'un premier cycle de deux ans. Depuis l'année académique 2005-2006, ce diplôme n'est plus délivré, car il a été remplacé dans le cadre du processus de Bologne par le bachelier (licence), d'une durée de trois ans.

## Au Danemark
Le kandidatgraden est un grade obtenu en deux années d'études après le bachelorgraden soit cinq années d'études supérieures.

## En ex-URSS
Le grade de candidat ès sciences (Кандидат наук, kandidat naouk) est similaire au doctorat de recherche (PhD en anglais). Le grade est institué à la décision du Sovnarkom d'URSS du 13 janvier 1934. Il continue d'exister en fédération de Russie et dans plusieurs pays qui jadis constituaient l'URSS. En Russie, il est attribué par le Conseil des thèses (Диссертационный совет) qui fonctionne au sein de certains établissements d'enseignement supérieur. Chaque commission de ce type doit compter au moins sept docteurs ès sciences parmi ses membres,.

## Aux Pays-Bas
Le grade de candidate est un ancien grade supprimé en 1989 qui était obtenu après trois années d'études supérieures.

## En Islande
Le kandidatspróf est préparé généralement en quatre ans.

## En Suède
Le diplôme de kandidat est obtenu après trois ans d'études supérieures et donne accès soit à la préparation du doctorat (quatre ans) ou de la licence  (licentiat) (deux ans).

## En Finlande
Le diplôme de kandidaatti est préparé en trois ans et est généralement considéré comme un diplôme intermédiaire au cours des études menant à la maîtrise (maîtrise).